# Radiohead
Radiohead je britská alternativní rocková skupina z Oxfordshire. Skupinu tvoří Thom Yorke (hlavní vokály, rytmická kytara, klavír, elektronika), Jonny Greenwood (hlavní kytara, další nástroje), Ed O'Brien (kytara, doprovodné vokály), Colin Greenwood (basová kytara, syntezátor) a Phil Selway (bicí, perkuse). Radiohead vydali od roku 1993 devět studiových alb. Do roku 2007 jich skupina prodala přes 30 milionů kusů.

## Pablo Honey, The Bends, OK Computer
Radiohead vydali svůj první singl Creep v roce 1992. Jejich debutové album Pablo Honey následovalo v roce 1993. Píseň Creep nebyla zpočátku příliš úspěšná, celosvětovým hitem se stala až po dotisku o rok později a kapela začínala být označována jako skupina jednoho hitu. Popularita Radiohead se ve Velké Británii zvýšila s vydáním druhého studiového alba The Bends (1995). Album, jehož vyvážená atmosféra, naplněná zvukovou barevností kytar a Yorkovým falzetem, bylo vřele přijato jak kritiky, tak především fanoušky. Třetí deska OK Computer (1997) skupině zajistila celosvětovou slávu. Album s prvky rozpínavého zvuku a tématem odcizení se v moderním světě je označováno jako zásadní mezník v hudbě 90. let.

## Kid A, Amnesiac, Hail to the Thief, In Rainbows
Vydáním alba Kid A (2000) dosáhli Radiohead vrcholu slávy na poli alternativně-rockové scény. Deskou kapela oddělila svou "devadesátkovou" tvorbu od té nové, udala směr, kterým se novodobý art rock vydal a dostala k ní perfektní recenze. Nadcházející deska s názvem Amnesiac (2001) shledala od odborné veřejnosti vesměs spíše chladnější ohlasy. V tomto tvůrčím období prochází Radiohead změnou hudebního stylu. Do své hudby začínají více začleňovat elektroniku a prvky krautrocku. Hail to the Thief (2003), míchající kytarovou hudbu s elektronickou, bylo jejich posledním albem vydaným pod hlavičkou společnosti EMI.
Po něm přišla tvůrčí krize frontmana Thoma Yorka, se kterou se pral dlouhé roky. Neshledával ve své tvorbě žádný smysl a byl rozhodnutý kapelu rozpustit. Přesto Radiohead v roce 2007 nezávisle vydali desku In Rainbows.   Ta se stala milníkem nejen v diskografii kapely, ale i v nástupu elektronických formátů hudby a historii streamingu. Skupina toto album umístila na internet, kde ho prodávala za částku v rozmezí 0 do 99.9 liber. I přes to, že si posluchači mohli album stáhnout zcela zdarma, za něj většina z nich zaplatila.
In Rainbows zaznamenalo úspěch u kritiků, kteří ho dodnes řadí mezi nejlepší alba, která kapela vydala, i u fanoušků. Renomovaný hudební server Pitchfork mu udělil 9.3 bodu, neboli 93%. 
V roce 2011 přišlo na hudební trh album The King of Limbs, které u fanoušků i kritiků propadlo a je společně s Pablo Honey považováno za nejslabší články jejich diskografie. 
V roce 2016 vydala kapela desku A Moon Shaped Pool, jež se setkala s kladnými ohlasy kritiků. Například český web iReport jí udělil vysoké hodnocení: čtyři a půl hvězdičky z pěti.
O rok později, na dvacáté výročí vydání alba OK Computer, vpustila kapela do světa remasterovanou verzi této desky s doposud nezveřejněnými "B-sides", neboli skladbami, které Radiohead nahráli ve stejné době, jako zmíněné album, ale už se na něj nedostaly. Nese název "OK Computer OKNOTOK 1997 2017" a obsahuje dva disky.
Přesto, že kapela nikdy oficiálně neoznámila svůj konec, je v současnosti (2024) neaktivní a nic nenasvědčuje tomu, že by se na tom mělo něco měnit. Frontman Thom Yorke je aktuálně plně soustředěný na The Smile — kapelu, kterou založil v roce 2021 a s níž letos vydá druhé album.

## Členové
- Thom Yorke – zpěv, kytara, klávesy
- Ed O'Brien – kytara, zpěv
- Jonny Greenwood – kytara, klávesy
- Colin Greenwood – baskytara
- Phil Selway – bicí

## Diskografie
| Datum vydání    | Název alba         |
| --------------- | ------------------ |
| 22. února 1993  | Pablo Honey        |
| 13. března 1995 | The Bends          |
| 16. června 1997 | OK Computer        |
| 2. října 2000   | Kid A              |
| 4. června 2001  | Amnesiac           |
| 9. června 2003  | Hail to the Thief  |
| 10. října 2007  | In Rainbows        |
| 18. února 2011  | The King of Limbs  |
| 8. května 2016  | A Moon Shaped Pool |